# Техника четири трансфера по циклусу
Четворострука брзина преноса података (или quad pumping) је техника комуникације сигнала, при чему се подаци преносе на четири тачке у тактном циклусу: на растући и опадајући обод, и на две средње тачке између њих. Средње тачке су дефинисане другим циклусом који се разликује од првог за 90°. Циљ је да испоручи четири бита по линији сигнала у току једног циклуса.
У систему четвороструке брзине преноса података, линије података раде на дуплој фреквенцији тактног сигнала. Ово је супротно системима двоструке брзине преноса података где осцилатор и линије података раде на истој фреквенцији.
QDR је уведена од стране компаније Intel у њиховом Виламет језгру Pentium 4 CPU, а тренутно је заступљена у Atom, Pentium 4, Celeron, Pentium D, и Core 2 Процесорских опсега. Ова технологија је омогућила Intelu да произведе чипсетове и микропроцесоре који могу да комуницирају једни са другима брзинама које су стандардне у FSB технологији која ради између 400 MT/s и 1600 MT/s, док је одржава и тако ствара стабилнију стварну тактну фреквенцију од 100 MHz до 400 MHz.